# Lova mig detta
Lova mig detta (Zavet), är en serbisk komedifilm från 2007, regisserad och skriven av Emir Kusturica. Filmen nominerades till Guldpalmen vid Filmfestivalen i Cannes.

## Handling
En döende gammal man skickar iväg sitt barnbarn till Belgrad för att sälja kon och återvända med en hustru. Pojken får uppleva både det ena och det andra på sin resa, medan farfadern finner kärleken i hembyn.